# Rhaphuma impressiceps
Rhaphuma impressiceps är en skalbaggsart som beskrevs av Maurice Pic 1943. Rhaphuma impressiceps ingår i släktet Rhaphuma och familjen långhorningar. Inga underarter finns listade i Catalogue of Life.